# پاردی
پاردی (به انگلیسی: Pardi) یک منطقهٔ مسکونی در هند است که در Pardi Taluka واقع شده‌است. پاردی ۲۸٬۴۹۵ نفر جمعیت دارد و ۱۸ متر بالاتر از سطح دریا واقع شده‌است.